# Luigi I di Baden
Luigi I di Baden (Karlsruhe, 9 febbraio 1763 – Karlsruhe, 30 marzo 1830) fu Granduca di Baden dal 1818 fino alla sua morte, succedette al nipote Carlo II di Baden (1786-1818), morto senza eredi maschi.

## Biografia

### Giovinezza
Luigi era figlio del margravio Carlo Federico di Baden e di Carolina Luisa d'Assia-Darmstadt. Il padre nel 1803 fu elevato al rango di Principe elettore e, successivamente nel 1806, fu primo Granduca di Baden.
Data la sua posizione di figlio secondogenito, Luigi venne avviato sin da giovane alla carriera militare e dal 1787 venne ammesso nell'esercito prussiano su richiesta del padre al re Federico Guglielmo II. Nel mese di settembre di quell'anno ottenne il rango di colonnello col qual combatté durante le guerre della prima coalizione antifrancese nel 1793 venendo promosso maggiore generale ed ottenendo il cavalierato dell'Ordine dell'Aquila Nera. Nel 1795 fece ritorno nel Baden facendosi notare come un principe bon vivant, circondato da un nutrito pubblico femminile e amante del lusso.
Dopo che il principe ereditario Carlo Luigi di Baden era morto nel 1801 in un incidente, egli assistette il padre ormai anziani nell'amministrazione dello stato. Fu proprio Carlo Federico a inviare Luigi nel 1802 per concludere dei negoziati con Napoleone Bonaparte e nel 1804 prese parte al Congresso di Magonza assistendo poi all'incoronazione di Napoleone a Parigi.
Visti i successi delle sue operazioni diplomatiche, il padre decise di inserirlo sempre più nel governo nominandolo dal 1803 alla carica di ministro della guerra ed affidandogli dal 1806 anche il ministero delle finanze e la gestione delle foreste del granducato. Napoleone, sebbene stimasse il ruolo del Baden nella Confederazione del Reno, era estremamente diffidente nei confronti di Luigi perché lo riteneva una spia dell'esercito prussiano considerato il suo passato di militanza nelle file della Prussia.

### Regno

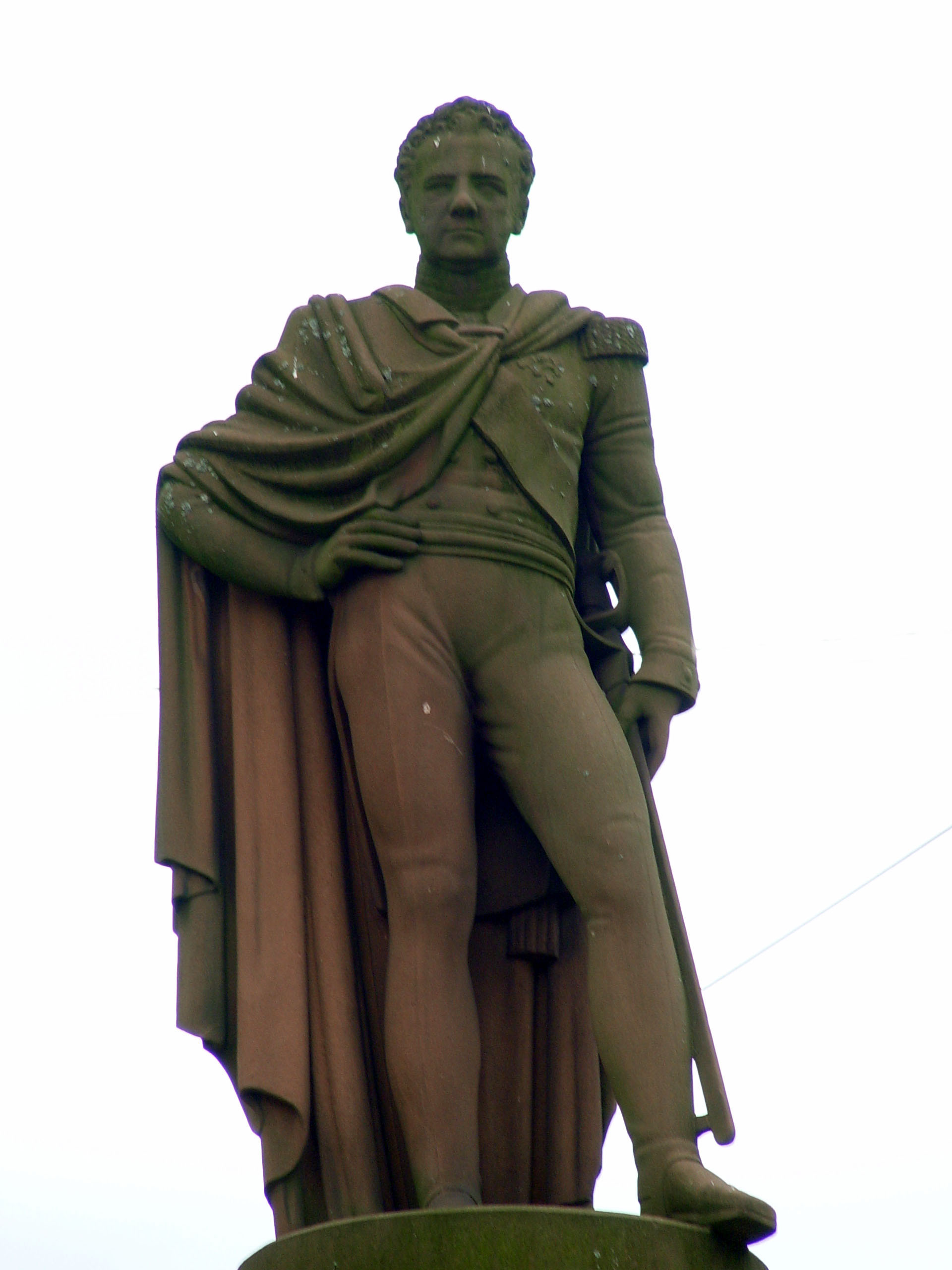
Statua di Luigi I di Baden

Dopo la morte di suo nipote, Il granduca Carlo II, Luigi ascese al trono di Baden nel 1818 ed in quello stesso anno si sposò con Caterina Werner, creata contessa di Langenstein. In contrasto con la stravaganza dei suoi anni giovanili, negli anni a seguire Luigi fu molto parsimonioso, militaresco e promosse largamente lo sviluppo economico del paese. A livello di politica interna Luigi I fu un governante essenzialmente autocrate e più volte tentò di ostacolare il parlamento riducendone il potere e l'influsso sugli affari di governo.
Nel 1820 si occupò personalmente dell'Università di Freiburg, facendo in modo che rimanesse aperta e che svolgesse la sua attività in modo regolare. Nel 1825 fondò a Karlsruhe un'importante scuola politecnica: la Hochschule Karlsruhe. Questa accademia è ancora oggi la più antica scuola tecnica di tutta la Germania.

### Morte
La morte di Luigi I, avvenuta nel 1830, fu vista con sospetto dai contemporanei, che la collegarono alla vicenda di Kaspar Hauser. Con la morte di Luigi I si estingueva infatti il ramo diretto dei Baden. A lui succedette il fratellastro Leopoldo I di Baden, figlio di suo padre Carlo Federico e di Luisa Carolina Geyer von Geyersberg, da lui sposata in seconde nozze morganaticamente.

## Discendenza
Luigi aveva parecchi figli, ma nessuno di questi suoi eredi poté aspirare al trono in quanto tutti avuti da matrimoni morganatici con donne il cui rango non era socialmente accettabile per l'epoca.
Da una donna di cui non si conosce il nome ebbe:
- Luigi Guglielmo di Steinberg (1797-1871).

Da Caterina Werner (1799-1852), che dopo il matrimonio venne elevata al rango di contessa di Langenstein e Goldensheim, Luigi ebbe i seguenti eredi:
- Luisa Werner (1817-1821);
- Guglielmo Luigi Augusto, conte di Langenstein e Gondelsheim (1820-1872), non ebbe figli;
- Luisa (1825-1900), sposò nel 1848 il nobile svedese Carl Israel, conte Douglas (1824-1898). I discendenti di Luisa vivono ancora oggi al castello di Langenstein presso Hegau.

## Ascendenza
|                                  |                                 |                                                | Genitori                                  |  |  | Nonni |  |  | Bisnonni                             |  |  | Trisnonni                     |  |
|                                  |                                 |                                                |                                           |  |  |       |  |  | Carlo III Guglielmo di Baden-Durlach |  |  | Federico VII di Baden-Durlach |  |
|                                  |                                 |                                                |                                           |  |  |       |  |  | Carlo III Guglielmo di Baden-Durlach |  |  | Federico VII di Baden-Durlach |  |
|                                  |                                 | Augusta Maria di Holstein-Gottorp              |                                           |  |  |       |  |  | Carlo III Guglielmo di Baden-Durlach |  |  |                               |  |
| Federico di Baden-Durlach        |                                 |                                                |                                           |  |  |       |  |  | Carlo III Guglielmo di Baden-Durlach |  |  |                               |  |
|                                  |                                 | Maddalena Guglielmina di Württemberg           | Guglielmo Ludovico di Württemberg         |  |  |       |  |  |                                      |  |  |                               |  |
|                                  |                                 | Maddalena Guglielmina di Württemberg           | Guglielmo Ludovico di Württemberg         |  |  |       |  |  |                                      |  |  |                               |  |
|                                  |                                 | Maddalena Guglielmina di Württemberg           | Maddalena Sibilla d'Assia-Darmstadt       |  |  |       |  |  |                                      |  |  |                               |  |
| Carlo Federico di Baden          |                                 | Maddalena Guglielmina di Württemberg           |                                           |  |  |       |  |  |                                      |  |  |                               |  |
|                                  |                                 | Giovanni Guglielmo Friso d'Orange              | Enrico Casimiro II di Nassau-Dietz        |  |  |       |  |  |                                      |  |  |                               |  |
|                                  |                                 | Giovanni Guglielmo Friso d'Orange              | Enrico Casimiro II di Nassau-Dietz        |  |  |       |  |  |                                      |  |  |                               |  |
|                                  |                                 | Giovanni Guglielmo Friso d'Orange              | Enrichetta Amalia di Anhalt-Dessau        |  |  |       |  |  |                                      |  |  |                               |  |
| Amalia di Nassau-Dietz           |                                 | Giovanni Guglielmo Friso d'Orange              |                                           |  |  |       |  |  |                                      |  |  |                               |  |
|                                  |                                 | Maria Luisa d'Assia-Kassel                     | Carlo I d'Assia-Kassel                    |  |  |       |  |  |                                      |  |  |                               |  |
|                                  |                                 | Maria Luisa d'Assia-Kassel                     | Carlo I d'Assia-Kassel                    |  |  |       |  |  |                                      |  |  |                               |  |
|                                  |                                 | Maria Luisa d'Assia-Kassel                     | Amalia di Curlandia                       |  |  |       |  |  |                                      |  |  |                               |  |
| Luigi I di Baden                 |                                 | Maria Luisa d'Assia-Kassel                     |                                           |  |  |       |  |  |                                      |  |  |                               |  |
|                                  | Ernesto Luigi d'Assia-Darmstadt | Luigi VI d'Assia-Darmstadt                     |                                           |  |  |       |  |  |                                      |  |  |                               |  |
|                                  | Ernesto Luigi d'Assia-Darmstadt | Luigi VI d'Assia-Darmstadt                     |                                           |  |  |       |  |  |                                      |  |  |                               |  |
|                                  | Ernesto Luigi d'Assia-Darmstadt | Elisabetta Dorotea di Sassonia-Gotha-Altenburg |                                           |  |  |       |  |  |                                      |  |  |                               |  |
| Luigi VIII d'Assia-Darmstadt     | Ernesto Luigi d'Assia-Darmstadt |                                                |                                           |  |  |       |  |  |                                      |  |  |                               |  |
|                                  |                                 | Dorotea Carlotta di Brandeburgo-Ansbach        | Alberto II di Brandeburgo-Ansbach         |  |  |       |  |  |                                      |  |  |                               |  |
|                                  |                                 | Dorotea Carlotta di Brandeburgo-Ansbach        | Alberto II di Brandeburgo-Ansbach         |  |  |       |  |  |                                      |  |  |                               |  |
|                                  |                                 | Dorotea Carlotta di Brandeburgo-Ansbach        | Sofia Margherita di Oettingen-Oettingen   |  |  |       |  |  |                                      |  |  |                               |  |
| Carolina Luisa d'Assia-Darmstadt |                                 | Dorotea Carlotta di Brandeburgo-Ansbach        |                                           |  |  |       |  |  |                                      |  |  |                               |  |
|                                  |                                 | Giovanni Reinardo III di Hanau-Lichtenberg     | Giovanni Reinardo II di Hanau-Lichtenberg |  |  |       |  |  |                                      |  |  |                               |  |
|                                  |                                 | Giovanni Reinardo III di Hanau-Lichtenberg     | Giovanni Reinardo II di Hanau-Lichtenberg |  |  |       |  |  |                                      |  |  |                               |  |
|                                  |                                 | Giovanni Reinardo III di Hanau-Lichtenberg     | Anna Maddalena di Birkenfeld-Bischweiler  |  |  |       |  |  |                                      |  |  |                               |  |
| Carlotta di Hanau-Lichtenberg    |                                 | Giovanni Reinardo III di Hanau-Lichtenberg     |                                           |  |  |       |  |  |                                      |  |  |                               |  |
|                                  |                                 | Dorotea Federica di Brandeburgo-Ansbach        | Giovanni Federico di Brandeburgo-Ansbach  |  |  |       |  |  |                                      |  |  |                               |  |
|                                  |                                 | Dorotea Federica di Brandeburgo-Ansbach        | Giovanni Federico di Brandeburgo-Ansbach  |  |  |       |  |  |                                      |  |  |                               |  |
|                                  |                                 | Dorotea Federica di Brandeburgo-Ansbach        | Giovanna Elisabetta di Baden-Durlach      |  |  |       |  |  |                                      |  |  |                               |  |
|                                  |                                 | Dorotea Federica di Brandeburgo-Ansbach        |                                           |  |  |       |  |  |                                      |  |  |                               |  |